# Partit per la Prosperitat Democràtica
El Partit de la Prosperitat Democràtica (albanès Partia e Prosperiteti Demokratike, PPD, macedònic Партија за демократски просперитет) és un partit polític de Macedònia del Nord que defensa els interessos dels albanesos de Macedònia. Fou fundat el 1990 i el seu cap és Abdyladi Vejseli.
Entre 1992 i 1998 el partit va formar part dels governs de coalició de la Unió Socialdemòcrata de Macedònia. Era considerat un partit moderat i per això el 1994 patí una escissió dirigida per Menduh Taçi i Arben Xhaferi, de la que el 1997 es formaria el Partit Democràtic dels Albanesos. El cop definitiu a la seva supremacia el va patir el 2001 quan després del conflicte de Macedònia es formà la Unió Democràtica per la Integració.
A les eleccions legislatives macedònies de 2002  va obtenir el 2,3% dels vots i dos escons. A les eleccions legislatives macedònies de 2006 formà la coalició amb la Unió Democràtica per la Integració i la Lliga Democràtica dels Bosnians, i va obtenir 3 escons. A les eleccions legislatives macedònies de 2008, però, es presentà en solitari i només va obtenir el 0,54% dels vots i cap escó.